# سرو کولورادو (آتش‌فشان)
سرو کولورادو (به اسپانیایی: Volcán Colorados) یک کوه و آتشفشان در شیلی است که در ال لوآ واقع شده‌است. سرو کولورادو ۵٬۷۴۸ متر بالاتر از سطح دریا واقع شده‌است.